# Verzorgingsplaats Breezanddijk
Verzorgingsplaats Breezanddijk is een Nederlandse verzorgingsplaats langs de A7 Zaandam-Bad Nieuweschans op de Afsluitdijk en is via beide richtingen te bereiken. Het behoort tot de gemeente Súdwest-Fryslân.
De verzorgingsplaats is vernoemd naar een van de vier werkeilanden die werden gebruikt voor de aanleg van de Afsluitdijk: Breezand. Ook ligt op dit eiland het dorpje Breezanddijk dat 0 (2023) inwoners heeft.
Bij de verzorgingsplaats ligt een tankstation van Esso.
Richting Bad Nieuweschans:
Middelsloot · 
De Koggen · 
Broerdijk · 
Hoge Kwel · 
Monument · 
Breezanddijk · 
Hayum · 
Laerd · 
De Horne · 
De Wâlden · 
Mienscheer · 
Dikke Linde · 
Meedenertol · 
Bunderneuland (D)
Richting Zaandam:
Poort van Groningen · 
Roode Til · 
Veenborg · 
Oude Riet · 
De Vonken · 
Bloksloot · 
Wildinghe · 
Breezanddijk · 
Monument · 
Den Oever · 
De Wierde · 
De Horn · 
Kruisoord